# Aloha (Mondkrater)
Aloha ist ein sehr kleiner Einschlagkrater auf dem Mond. Er liegt im Oceanus Procellarum zwischen den südlich verlaufenden Montes Agricola und der relativ unauffälligen Mondrille Rima Cleopatra.
Die namentliche Bezeichnung des Kraters war ursprünglich nicht als offiziell gedacht. Sie wurde zusammen mit anderen inoffiziellen Bezeichnungen kleiner Oberflächenstrukturen aus der Topophotomap-Kartenserie der NASA von der IAU 1976 übernommen. Der Krater erscheint mit dieser Bezeichnung auf Topophotomap 38B2/S1.
Der Name selbst erscheint in einer Liste als Kraternamen vorgesehener männlicher und weiblicher Vornamen in den Proceedings der 16. Generalversammlung der IAU (Grenoble 1976), also nicht als der eigentlich bekannte hawaiische Gruß. Er ist dort nicht als weiblich identifiziert, erscheint aber so im IAU Planetary Gazetteer (siehe Weblinks).

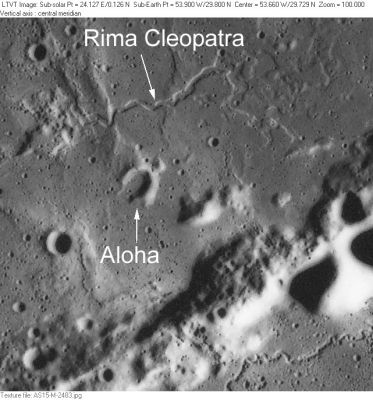
Rima Cleopatra und Krater Aloha, von Apollo 15 aufgenommen